# 重离子放疗
重离子放疗（Heavy Ion Radiotherapy），是一类利用加速到快至光速70%的重离子放射线治疗肿瘤的方法。
与现在广泛使用的光子放疗相比，它能够提供更好的物理剂量分布以及更高的生物学效应，从而达到更高的局部控制率和更低的副作用。